# Runtuna socken
Runtuna socken i Södermanland ingick i Rönö härad, ingår sedan 1971 i Nyköpings kommun och motsvarar från 2016 Runtuna distrikt.
Socknens areal är 64,44 kvadratkilometer, varav 60,58 land. År 2000 fanns här 701 invånare. Tätorten och kyrkbyn Runtuna med sockenkyrkan Runtuna kyrka ligger i socknen.  

## Administrativ historik
Runtuna socken har medeltida ursprung. 
Vid kommunreformen 1862 övergick socknens ansvar för de kyrkliga frågorna till Runtuna församling och för de borgerliga frågorna till Runtuna landskommun. Landskommunen inkorporerades 1952 i Rönö landskommun som uppgick 1971 i Nyköpings kommun. Församlingen uppgick 1 januari 2002 i Rönö församling.
1 januari 2016 inrättades distriktet Runtuna, med samma omfattning som församlingen hade 1999/2000. 
Socknen har tillhört län, fögderier, tingslag och domsagor enligt vad som beskrivs i artikeln Rönö härad.  De indelta soldaterna tillhörde Södermanlands regemente, Nyköpings kompani och Livregementets grenadjärkår, Södermanlands kompani. De indelta båtsmännen tillhörde Andra Södermanlands båtsmanskompani.

## Geografi
Runtuna socken ligger norr om Nyköping kring Svärtaån med sjön Eknaren i norr. Socknen är en odlingsbygd med skogstrakter.
Länsväg 223 genomkorsar socknen.

### Geografisk avgränsning

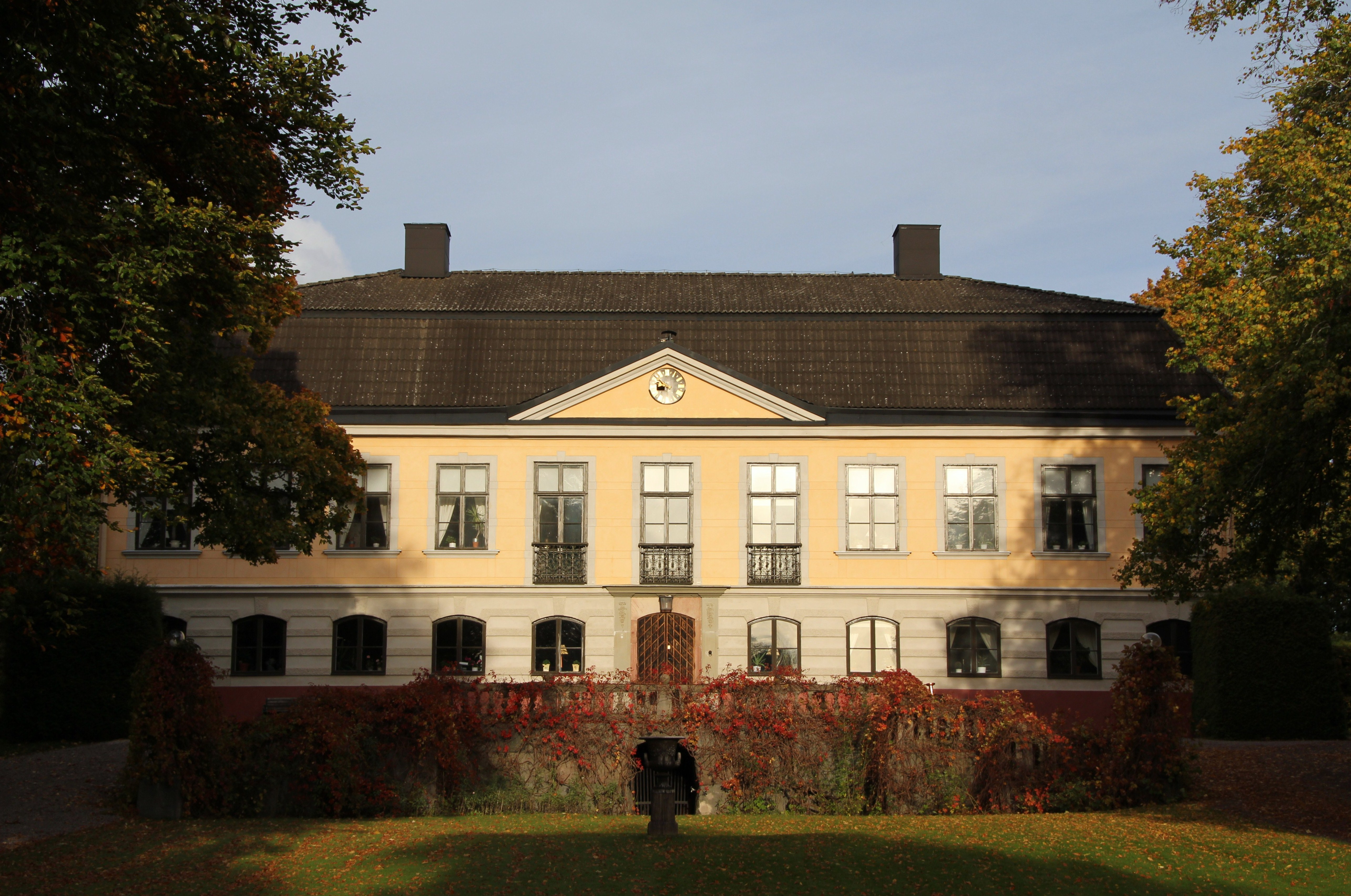
Lövsunds gård, huvudbyggnaden.

Runtuna sockens östligaste del ligger söder om Lövsunds gård och öster om Svärtaån. Området genomkorsas av gamla riksettan på dess sträckning mellan Lästringe och Sjösa. Cirka 1 km väster om Lövsund vid sjön Runnvikens sydvästra strand ligger Uppsa kulle samt gården Oppusa. I öster avgränsas Runtuna socken av Bogsta socken. I sydost ligger Svärta socken. 
Längst i söder avgränsas socknen av Helgona socken. På Humledalsberget ligger "tresockenmötet" Runtuna–Helgona–Råby-Rönö. I sydväst avgränsas Runtuna av Råby-Rönö socken på en sträcka av ca 6 km till Arvkärret. Härifrån till Eknaren (11 m ö.h.) gränsar socknen på en sträcka av ca 8 km mot Lids socken i nordväst och norr. 
I nordväst ligger Kappstasjön, som delas mellan Runtuna och Lid. Här ligger gårdarna Onsberga och Ärsta med gravfält respektive runsten. Runtuna kyrka ligger cirka 3 km nordväst om Runtuna tätort. Längst i norr, mellan Kappstasjön och Eknaren, ligger Lindö gård. Mitt i Eknaren ligger "tresockenmötet" Runtuna–Lid–Spelvik. Runtuna gränsar i nordost, på en sträcka av ca 5 km, mot Spelviks socken. Gränsen mot Spelvik går mellan Eknaren och Runnviken. I Runnvikens vatten mellan Lindö och Runnviks udde ligger "tresockenmötet" Runtuna–Spelvik–Bogsta.
Runtuna socken har två små sjöar inom sitt område: Långsjön (18 m ö.h.) samt Glottrasjön (17 m ö.h.) strax öster om kyrkan. Långsjön tangeras dock i sin sydöstra del av Svärta socken.

## Fornlämningar

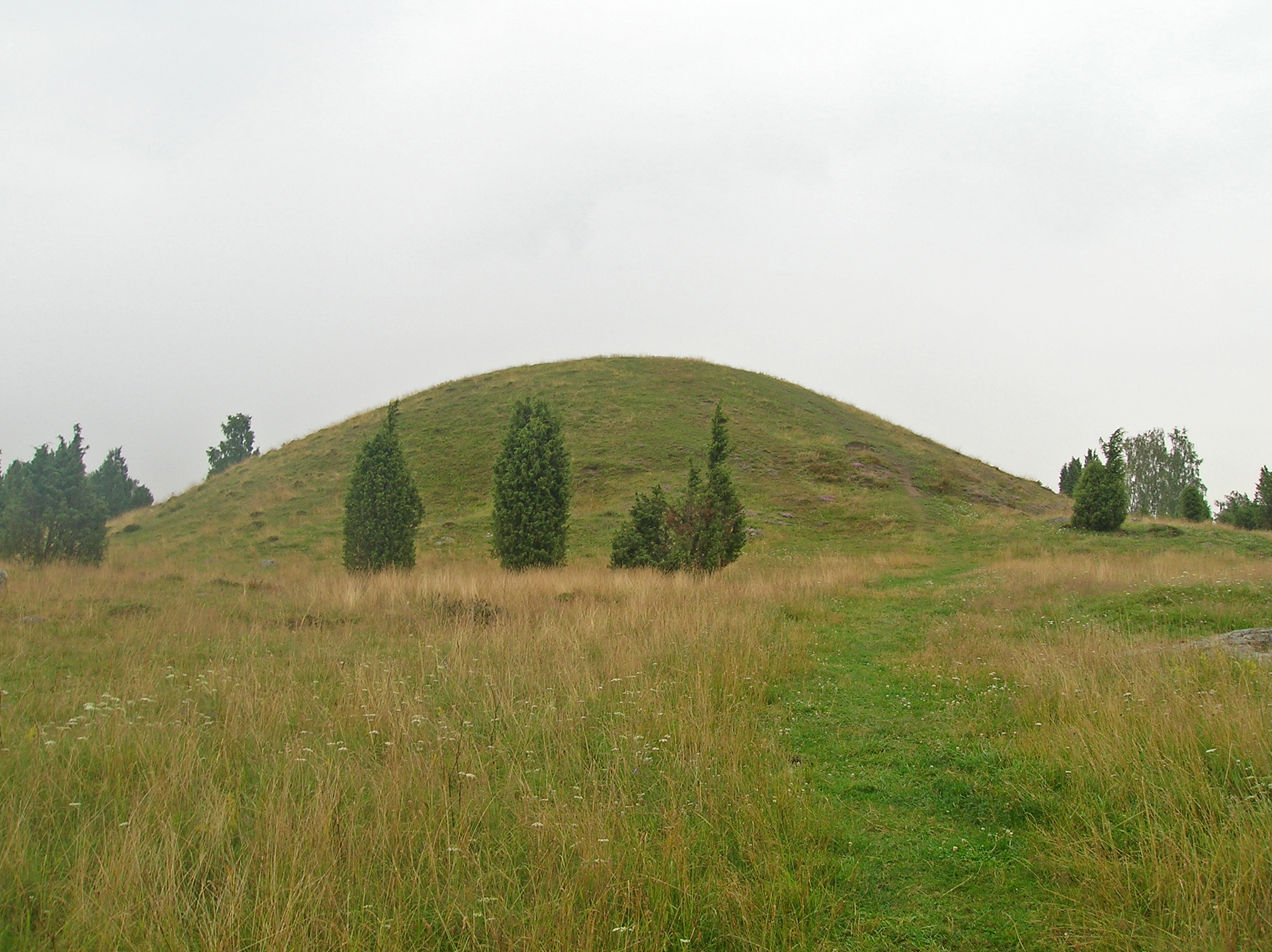
Uppsa kulle

Det finns många spridda gravar från bronsåldern. Från samma tid härrör skålgropar och skärvstenshögar. Från mellersta järnåldern är Uppsa kulle, som är Södermanlands största och Sveriges till storleken tredje, kungagravhög. Från mellersta järnåldern är även husgrundsterrasser och fem fornborgar. En fornborg finns vid Uggelberget och en annan vid Sundbysjön, som är en del av Svärtaån. Från järnåldern finns i övrigt 58 gravfält. Cirka 3/4 av dem är från yngre järnåldern. Inom socknen finns 12 bevarade runstenar. Flera av dem har märkliga inskrifter, vilka bl.a. handlar om arv av jord, vikingatåg samt litterära anspelningar.

## Namnet
Namnet (1314 Røntunum) har efterleden tuna, 'inhägnad'. Förleden innehåller rön, 'stengrund; stenhöjd' syftande på sådan vid kyrkan. Alternativt kan förleden vara en variant av häradets namn.